# باشگاه فوتبال هالشر
باشگاه فوتبال هالشر (انگلیسی: Hallescher FC) باشگاه فوتبالی است که در شهر هاله در ایالت زاکسن-آنهالت قرار گرفته و در سال ۱۹۶۶ تأسیس شده‌است.